# Брускета
Бруске́та (італ. bruschetta від bruscare — запікати на вуглях) — традиційна італійська закуска. Відмінна риса брускети від бутерброда чи тоста — в тому, що скибочки хліба попередньо обсмажують на грилі чи на сковорідці без олії. Ідеально для приготування брускети підходить чіабата.

## Варіанти приготування:
Кількість способів приготування брускети величезна — із шинкою, прошуто, помідорами, базиліком, моцарелою, оливками та іншими інгредієнтами. Найпоширеніший рецепт — із томатами й базиліком, а найпростіша брускета — це підсмажений хліб, змащений оливковою олією та зубчиком часнику.

## Регіональні варіанти

### Калабрія:
У Калабрії брускетту називають «fedda ruscia» (підсмажений шматочок), її просто заправляють помідорами, олією, сіллю, перцем та орегано.

### Кампанія
Спершу як перекус для польових робітників, була широко поширена в Кампанії, де вона характеризувалася наявністю свіжих помідорів, олії, часнику та іноді орегано. Ставши закускою, брускетта з Кампаньї сьогодні може включати в себе анчоуси, оливки, сири (такі як scamorza і моцарели) або навіть пасти або паштети шматками з перцю, грибів, кабачків, баклажанів, м'ясну нарізку.

### П’ємонт
Тип брускетти, яка п’ємонтськиою називається «soma d'aj» («наповнений часником»), складається із скибочки підсмаженого хліба, натертого зубчиком часнику. Походить з Монферрато та Ланга (il Monferrato — Верхній та Нижній Монферрато, le Langhe — Верхня та Нижня Ланга — історичні регіони П'ємонту), Салуццо та Пінероло. «Soma d'aj» була типовою їжею збирачів винограду і зазвичай супроводжувався гронами винограду червоно-солодких або мускатних сортів (дольчетто або мускат).

### Апулія
Для Апулії характерне використання місцевих хлібобулочних виробів (знаменитий хліб Альтамура, Біскотті або Фрізелла); Брускетта, типова їжа фермерів, готувалася нагріванням скибочок хліба на вуглинах камінів та приправлялася оливковою олією та помідорами власного виробництва. З перетворенням на закуску народилося багато варіацій. Також відомою є "Fedda rossa", широко поширена в Матері, Базіліката, але, зважаючи на близькість міста до Апулії, багато її страв (включаючи брускетту) включені до апулійської кухні.

### Тоскана
У Тоскані брускетта відома як «fettunta» (або fett'unta, від італ. fetta — скибочка), особливо в районах, близьких до Флоренції, і не має інших інгредієнтів, окрім тосканського хліба (черствого або свіжого підсмаженого), часнику, олії, солі та перцю . В деяких місцях має назву «panunta» (або panunto, від італ. pane - хліб) і може супроводжуватися, як і в сусідній Умбрії, ложкою квасолі аль-фіаско . Деякі рідкісні варіації включають використання шинки та ковбаси. Звичайний тосканський хліб, якщо його виготовити з якісного борошна, зберігається довго і легко підсмажується, стаючи м’яким всередині і хрустким на скоринці.